# کندی (رمان اثر تری ساترن و میسن هوفنبرگ)
کندی رمانی است که در سال ۱۹۵۸ توسط مکسول کنتون، نام مستعار تری ساوترن ، و میسون هافنبرگ نوشته شده است. به گفته هافنبرگ، این دو نفر آن را با همکاری انتشارات «کتاب کثیف» المپیا پرس نوشتند که این رمان را به عنوان بخشی از مجموعه «همراه مسافر» منتشر کرد. 
ساوترن برداشت متفاوتی از پیدایش رمان داشت و ادعا می‌کرد که رمان بر اساس داستان کوتاهی نوشته شده که او درباره دختری ساکن محله گرینویچ ویلج نیویورک، از نوع نیکوکاران نیکوکار ، نوشته بود که با یک گوژپشت درگیر می‌شود. هافنبرگ پس از خواندن داستان ساوترن به صورت دست‌نویس، پیشنهاد داد که این شخصیت باید ماجراجویی‌های بیشتری داشته باشد. 